# Majblommans riksförbund
Majblommans riksförbund är en ideell organisation som grundades av Beda Hallberg i Göteborg 1907, i syfte att bekämpa folksjukdomar, inte minst tuberkulos, med medel från sålda majblommor. Föreningen hette fram till 1998 Förstamajblommans riksförbund.

## Verksamhet
Det säljs årligen majblommor till ett värde av över 50 miljoner kronor. Majblommans huvuduppgift är numera att förbättra barns villkor och att motverka fattigdom bland barn. En stor del av de insamlade medlen delas ut som bidrag till enskilda barn. Föräldrar som vill söka bidrag till kläder, glasögon, fritidsaktiviteter, sommarvistelser mm. kan kontakta sin lokalkommitté.  
Dess första barnkoloni invigdes 1939 på Galtarö i Ödsmål utanför Stenungsund.  
Majblomman står under H.M. Drottning Silvias beskydd.
Majblommans Riksförbund arbetar förutom med stöd till fattiga och sjuka också med att påverka politiken, främst genom att verka för att de lagar som finns för att förbättra barns villkor efterföljs samt att de tolkas utifrån barnets bästa.
Majblommans aktuella profilfrågor handlar om att kommunerna ska följa skollagen och inte tillåta dolda avgifter i skolan, att landstingen skall betrakta barnglasögon som medicinsk behandling, samt att kommunerna ska ta sitt ansvar för barn även under sommarlovet.

## Rikstäckande nät
Majblommans cirka 600 lokalföreningar är en del i barnets nätverk på sin hemort. I lokalföreningen finns representanter för skola, fritid, hälso- och sjukvård samt socialtjänsten. Dessa lokalföreningar har kunskap om vad samhället ger stöd till och vad Majblomman kan komplettera med. 
Lokalföreningarna bedömer och behandlar självständigt bidragsansökningar från ekonomiskt utsatta familjer på sin egen ort. Lokalföreningen delar också ut Majblommepengar till skolor och föreningar, vanligtvis 10 procent av skolans eller föreningens insamling.